# اسپرسو مارتینی
اسپرسو مارتینی (انگلیسی: Espresso Martini) یک کوکتل است که ترکیبی از اسپرسو، ودکا، لیکور قهوه و سیروپ شکر است. این نوشیدنی یک مارتینی واقعی نیست و یکی از کوکتل‌هایی است که این نام را به عاریت گرفته است. انجمن بین‌المللی نوشیارها این کوکتل را به رسمیت شناخته است و معتقد است در این کوکتل می‌بایست از یک شات کوتاه اسپرسو (ریسترتو) استفاده‌شود.